# Цицин, Константин Георгиевич
Константи́н Гео́ргиевич Цицин (род. 23 августа 1960, Москва) — российский государственный деятель, генеральный директор, председатель правления государственной корпорации — Фонда содействия реформированию жилищно-коммунального хозяйства.

## Основные этапы профессиональной деятельности

### Образование
- В 1983 году окончил Московское высшее техническое училище (МВТУ) им. Н. Э. Баумана.
- В 1985 году окончил обучение в Университета марксизма-ленинизма МГК КПСС.
- В 2001 и 2004 годах обучался во Всероссийской государственной налоговой академии Министерства РФ по налогам и сборам.

### Карьера
- 1983—1990 — инженер, инженер-конструктор Московского машиностроительного завода «Опыт»;
- 1986—1989 — служба в рядах Советской Армии;
- 1992—1995 — председатель правления, вице-президент коммерческого банка «Автосельхозмаш», г. Москва;
- 1998—2001 — заместитель начальника Управления делами, руководитель Финансово-хозяйственного департамента Министерства Российской Федерации по налогам и сборам;
- 2001—2004 — управляющий делами, заместитель руководителя Федеральной службы России по финансовому оздоровлению и банкротству;
- 2004—2005 — первый вице-президент акционерного банка газовой промышленности «Газпромбанк» (ЗАО), г. Москва;
- 2006—2007 — член Совета Федерации Федерального Собрания Российской Федерации от законодательного (представительного) органа государственной власти Республики Калмыкия, член Комиссии Совета Федерации по культуре, заместитель председателя Комитета Совета Федерации по бюджету, г. Москва;
- с 2007 — генеральный директор государственной корпорации — Фонда содействия реформированию жилищно-коммунального хозяйства, г. Москва.

## Награды
- Орден «За заслуги перед Отечеством» III степени (28 ноября 2022 года) — за достигнутые трудовые успехи и многолетнюю добросовестную работу[1]
- Орден «За заслуги перед Отечеством» IV степени (22 декабря 2015 года) — за достигнутые трудовые успехи, многолетнюю добросовестную работу и активную общественную деятельность[2]
- Орден Александра Невского (21 августа 2020 года) — за достигнутые трудовые успехи и многолетнюю добросовестную работу[3].
- Орден Почёта (8 сентября 2010 года) — за достигнутые трудовые успехи и многолетнюю добросовестную работу[4]
- Юбилейная медаль «70 лет Вооружённых Сил СССР» (1988)
- Медаль «В память 1000-летия Казани» (2021)[5]